# Christoph Vallaster
Christoph Vallaster (* 12. Juli 1950 in Rankweil; † 31. August 2001) war ein österreichischer Historiker und Autor.
Vallaster schloss sein Studium der Geschichte und Kunstgeschichte im Jahre 1978 in Innsbruck mit der Promotion zum Dr. phil. ab und war Mitglied der „IG Autorinnen Autoren“.

## Publikationen
- mit Andreas Ulmer: Bedeutende Feldkircher. Von Hugo von Montfort bis zur Gegenwart. Russ Verlag, Bregenz 1975.
- Die Feldkircher Marktgasse. Beiträge zu ihrer Geschichte. Rheticus-Gesellschaft, Feldkirch 1976.
- Handel in Feldkirch 1721–1850. Historische Notizen mit besonderer Berücksichtigung des Textilhandels, in: Schriften des Vereins für Geschichte des Bodensees und seiner Umgebung, 98. Jg. 1980, S. 147–180 (Digitalisat)
- Entdecken Sie Feldkirchs Vergangenheit. Heimatpflege- und Museumsverein Feldkirch, Feldkirch 1981.
- Schattenburg. Museumsführer. Heimatpflege- und Museumsverein Feldkirch, Feldkirch 1984.
- Kleines Vorarlberger Heilbäderbuch. Verlag Buch Spezial, Dornbirn 1984.
- Kleines Vorarlberger Schützenscheibenbuch. Verlag Buch Spezial, Dornbirn 1984.
- Schlagzeilen. Vorarlberger Pressegeschichte. Verlag Buch Spezial, Dornbirn 1985.
- Stella Matutina. 1856 - 1979. Russ Verlag, Bregenz 1985.
- Das Vorarlberger Tabakbuch. Vorarlberger Verlags-Anstalt, Dornbirn 1985, ISBN 3-85430-053-0.
- Ehrenbürger der Vorarlberger Städte und Marktgemeinden. VN Buch, Russ Verlag, Bregenz 1986.
- Schauplatz Feldkirch. Schattenburgmuseum, Schloßwirtschaft, Trachtengruppe, Tostnerburg, Altstadt. 75 Jahre Heimatpflege – und Museumsverein Feldkirch. 1912 - 1987. Heimatpflege – und Museumsverein Feldkirch, Feldkirch 1987.
- ... ins Reich des Sonnenkönigs. die Montafoner Künstlersippe Vallaster-Walaster. Verlag Buch Spezial, Dornbirn 1987.
- Die Bischöfe Vorarlbergs. Vorarlberger Verlags-Anstalt, Dornbirn 1988, ISBN 3-85430-095-6.
- Nachthaubenzeit. Eine Liebes- und Alltagsgeschichte aus dem 19. Jahrhundert. Verlag Thorbecke, Sigmaringen 1991, ISBN 3-7995-4145-4.
- Die Tuchhändlerin. Roman. Belletristische Darstellung zu Josepha Leibinger, Benziger Verlag, Zürich 1996, ISBN 3-545-34143-7, ISBN 3-8311-1859-0.
- Im Schaufenster. Roman. Books on Demand, Feldkirch 2001, ISBN 3-8311-1657-1.